# Jesse Plemons
Jesse Lon Plemons (Dallas, 2 aprile 1988) è un attore statunitense.
Ha debuttato sul grande schermo sin da piccolo, ottenendo il riconoscimento per aver interpretato Todd Alquist nella serie televisiva Breaking Bad (2012-2013), ruolo ripreso nel film El Camino - Il film di Breaking Bad. In seguito ha ricevuto tre candidature al Premio Emmy per i suoi ruoli nelle serie antologiche Fargo (2015) e Black Mirror (2017) e nella miniserie televisiva Love & Death (2023). 
In ambito cinematografico ha collaborato con registi del calibro di Martin Scorsese in The Irishman (2019) e Killers of the Flower Moon (2023), Steven Spielberg in Il ponte delle spie (2015) e The Post (2017), Paul Thomas Anderson in The Master (2012) e Shaka King in Judas and the Black Messiah (2021). Ha ricevuto la candidatura al Premio Oscar come migliore attore non protagonista con il ruolo di George Burbank nell’acclamato film Il potere del cane (2021) e si è aggiudicato il Prix d'interprétation masculine al Festival di Cannes per le sue interpretazioni nel film Kinds of Kindness (2024).

## Biografia

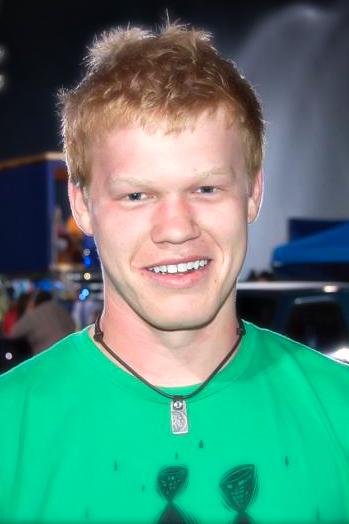
Jesse Plemons nel 2007

Jesse Plemons è nato a Dallas, ed è cresciuto a Mart, in Texas. Ha una sorella maggiore, Jill. Nel 2007 si è laureato presso il Texas Tech University Independent School District. Ha cominciato a recitare alla tenera età di tre anni in uno spot pubblicitario della Coca-Cola. All'età di otto anni, con il sostegno dei suoi genitori, ha cominciato a fare delle audizioni a Los Angeles. Dopo essere apparso nei film Varsity Blues (1999) e Passione ribelle (2000), e in un piccolo ruolo nelle serie televisive Walker Texas Ranger e Sabrina, vita da strega, nel 2002 ottiene il suo primo ruolo di rilievo nella pellicola Il Sogno di Calvin. In seguito ha recitato nei film L'amore a 13 anni ed È arrivato Zachary, e tra il 2003 e il 2006 è apparso come guest star nelle serie Giudice Amy, The Lyon's Den, CSI - Scena del crimine e Grey's Anatomy. Nel 2006, si unisce al cast della serie di NBC Friday Night Lights, che segue le vicende che circondano una squadra di football del liceo. Nella serie interpreta Landry Clarke, il miglior amico del quarterback della squadra.
Nel 2012 recita nel film Battleship, diretto da Peter Berg creatore della serie Friday Nigh Lights. Nello stesso anno prende parte all'acclamata serie televisiva Breaking Bad, a partire dalla quinta ed ultima stagione, nel ruolo di Todd Alquist. I fan della serie lo hanno soprannominato "Meth Damon" per via della sua somiglianza con l'attore Matt Damon. Grazie questo ruolo si aggiudica uno Screen Actors Guild Award per il miglior cast in una serie drammatica. Sempre lo stesso anno, ha un ruolo nella pellicola The Master, diretto da Paul Thomas Anderson. Nel 2015 è nel cast del film Il ponte delle spie, diretto da Steven Spielberg. Lo stesso anno interpreta Ed Blumquist, nella seconda stagione della serie televisiva Fargo. Grazie a questo ruolo ottiene una candidatura al premio Emmy come migliore attore non protagonista in una miniserie o film televisivo.
Nel 2016 è protagonista della pellicola Other People. L'anno seguente recita nuovamente per Steven Spielberg in The Post ed è presente nel cast di Hostiles - Ostili. Lo stesso anno è presente nella quarta stagione della serie antologica Black Mirror, con il quale ottiene la sua seconda canditura al Premio Emmy come migliore attore in una miniserie o film televisivo. Nel 2019 è tra gli interpreti di The Irishman, diretto da Martin Scorsese. Nello stesso anno torna ad interpretare Todd Alquist nella pellicola El Camino, seguito di Breaking Bad. Nel 2020 recita al fianco di Jessie Buckley nella pellicola drammatica Sto pensando di finirla qui, diretto da Charlie Kaufman. Nel 2021 ottiene il plauso della critica per la sua performance nel film Il potere del cane, con il quale riceve la sua prima candidatura al premio Oscar, ai British Academy Film Awards come miglior attore non protagonista. Lo stesso anno recita assieme a Daniel Kaluuya e Lakeith Stanfield nella pellicola Judas and the Black Messiah, basata sulle vicende di Fred Hampton.
Nel 2025 viene annunciata la sua presenza nel cast di Hunger Games nella trasposizione cinematografica dell'ultimo capitolo della saga, L'alba sulla mietitura, dove interpreterà Plutarch Heavensbee.

## Vita privata
Nel 2016 ha stretto una relazione con la collega Kirsten Dunst, conosciuta sul set della serie televisiva Fargo. La coppia ha avuto due figli nati nel 2018 e nel 2021. A luglio 2022 si sono ufficialmente sposati. Ai premi Oscar 2022 entrambi furono candidati per le loro performance nella pellicola Il potere del cane.

## Filmografia

### Cinema
- Finding North, regia di Tanya Wexler (1998)
- Varsity Blues, regia di Brian Robbins (1999)
- Passione ribelle (All the Pretty Horses), regia di Billy Bob Thornton (2000)
- Il sogno di Calvin (Like Mike), regia di John Schultz (2002)
- L'amore a 13 anni (Children on Their Birthdays), regia di Mark Medoff (2002)
- The Failures, regia di Tim Hunter (2003)
- È arrivato Zachary (When Zachary Beaver Came to Town), regia di John Schultz (2003)
- Sky Kids (The Flyboys), regia di Rocco DeVilliers (2008)
- Shrink, regia di Jonas Pate (2009)
- Observe and Report, regia di Jody Hill (2009)
- Meeting Spencer, regia di Malcolm Mowbray (2010)
- Happiness Runs, regia di Adam Sherman (2010)
- Paul, regia di Greg Mottola (2011)
- Battleship, regia di Peter Berg (2012)
- The Master, regia di Paul Thomas Anderson (2012)
- The Homesman, regia di Tommy Lee Jones (2014)
- Black Mass - L'ultimo gangster (Black Mass), regia di Scott Cooper (2015)
- The Program, regia di Stephen Frears (2015)
- Il ponte delle spie (Bridge of Spies), regia Steven Spielberg (2015)
- Other People, regia di Chris Kelly (2016)
- La scoperta (The Discovery), regia di Charlie McDowell (2017)
- Barry Seal - Una storia americana (American Made), regia di Doug Liman (2017)
- Hostiles - Ostili (Hostiles), regia di Scott Cooper (2017)
- The Post, regia di Steven Spielberg (2017)
- Game Night - Indovina chi muore stasera? (Game Night), regia di John Francis Daley e Jonathan M. Goldstein (2018)
- Vice - L'uomo nell'ombra (Vice), regia di Adam McKay (2018)
- The Irishman, regia di Martin Scorsese (2019)
- El Camino - Il film di Breaking Bad (El Camino: A Breaking Bad Movie), regia di Vince Gilligan (2019)
- Sto pensando di finirla qui (I'm Thinking of Ending Things), regia di Charlie Kaufman (2020)
- Judas and the Black Messiah, regia di Shaka King (2021)
- Jungle Cruise, regia di Jaume Collet-Serra (2021)
- Antlers - Spirito insaziabile (Antlers), regia di Scott Cooper (2021)
- Il potere del cane (The Power of the Dog), regia di Jane Campion (2021)
- Windfall, regia di Charlie McDowell (2022)
- Killers of the Flower Moon, regia di Martin Scorsese (2023)
- Civil War, regia di Alex Garland (2024)
- Kinds of Kindness, regia di Yorgos Lanthimos (2024)
- Bugonia, regia di Yorgos Lanthimos (2025)

### Televisione
- Walker Texas Ranger – serie TV, episodio 8x20 (2000)
- Sabrina, vita da strega (Sabrina, the Teenage Witch) – serie TV, episodio 6x01 (2001)
- The Guardian – serie TV, episodio 1x03 (2001)
- Expert Witness, regia di John McNaughton – film TV (2003)
- Giudice Amy (Judging Amy) – serie TV, episodio 4x23 (2003)
- The Lyon's Den – serie TV, episodio 1x02 (2003)
- CSI - Scena del crimine (CSI: Crime Scene Investigation) – serie TV, episodio 5x02 (2004)
- Huff – serie TV, episodio 1x08 (2004)
- NCIS - Unità anticrimine (NCIS) – serie TV, episodio 3x13 (2006)
- Grey's Anatomy – serie TV, episodio 2x18 (2006)
- Friday Night Lights – serie TV, 65 episodi (2006-2011)
- Fear Itself – serie TV, episodio 1x01 (2008)
- Cold Case - Delitti irrisolti (Cold Case) – serie TV, episodi 6x22-6x23 (2009)
- Childrens Hospital – serie TV, episodio 3x07 (2011)
- Bent – serie TV, 6 episodi (2012)
- Breaking Bad – serie TV, 11 episodi (2012-2013)
- Olive Kitteridge – miniserie TV, 2 puntate (2014)
- Fargo – serie TV, 10 episodi (2015)
- Black Mirror – serie TV, episodi 4x01-7x06 (2017-2025)
- Love & Death, regia di Lesli Linka Glatter e Clark Johnson – miniserie TV, 7 puntate (2023)
- Zero Day – serie TV (2025)

## Riconoscimenti
- Premio Oscar
  - 2022 – Candidatura per il migliore attore non protagonista per Il potere del cane[16]

- British Academy Film Awards
  - 2022 – Candidatura per il migliore attore non protagonista per Il potere del cane
- Critics' Choice Television Award
  - 2016 – Miglior attore non protagonista in un film per la televisione o miniserie per Fargo
- Gotham Independent Film Awards
  - 2020 – Candidatura per il miglior attore per Sto pensando di finirla qui
- Independent Spirit Awards
  - 2017 – Candidatura per il miglior attore protagonista per Other People

- Premio Emmy[13]
  - 2016 – Candidatura per il migliore attore non protagonista in una miniserie o film televisivo per Fargo
  - 2018 – Candidatura per il migliore attore in una miniserie o film televisivo per Black Mirror
- Screen Actors Guild Award
  - 2013 – Candidatura per il miglior cast in una serie drammatica per Breaking Bad
  - 2014 – Miglior cast in una serie drammatica per Breaking Bad
  - 2024 - Candidatura al miglior cast cinematografico per Killers of the Flower Moon

- Festival di Cannes
  - 2024 – Prix d'interprétation masculine per Kinds of Kindness

## Doppiatori italiani
Nelle versioni in italiano delle opere in cui ha recitato, Jesse Plemons è stato doppiato da:
- Stefano Crescentini in CSI - Scena del crimine, Black Mass - L'ultimo gangster, The Program, Other People, The Post, Vice - L'uomo nell'ombra, The Irishman, Windfall, Killers of the Flower Moon, Love & Death, Civil War, Zero Day
- Paolo Vivio in Il sogno di Calvin, Friday Night Lights, Observe and Report, Olive Kitteridge, Fargo, Antlers - Spirito insaziabile
- Edoardo Stoppacciaro in Hostiles - Ostili, Sto pensando di finirla qui, Jungle Cruise, Il potere del cane, Kinds of Kindness
- Mirko Mazzanti in Breaking Bad, El Camino - Il film di Breaking Bad
- Gianfranco Miranda in Paul, The Master
- Francesco De Francesco in Il ponte delle spie, Judas and the Black Messiah
- Simone Crisari in Cold Case - Delitti irrisolti
- Fabrizio Picconi in NCIS - Unità anticrimine
- David Chevalier in Grey's Anatomy
- Federico Di Pofi in Black Mirror
- Davide Perino in Battleship
- Daniele Raffaeli in Barry Seal - Una storia americana
- Gabriele Sabatini in Game Night - Indovina chi muore stasera?